# Рустика (дем Ретимно)
Рустика (на гръцки: Ρούστικα) е село в Република Гърция, разположено на остров Крит, дем Ретимно. Селото има население от 261 души.

## Личности
Родени в Рустика
- Аристидис Китракис, гръцки революционер